# Gand-Wevelgem femminile 2022
La Gand-Wevelgem femminile 2022, undicesima edizione della corsa, valevole come quinta prova dell'UCI Women's World Tour 2022 categoria 1.WWT, si è svolta il 27 marzo 2022 su un percorso di 159 km, con partenza da Ypres e arrivo a Wevelgem, in Belgio. La vittoria è stata appannaggio dell'italiana Elisa Balsamo, che ha completato il percorso in 3h 39' 15" alla media di 43,512 km/h, precedendo l'olandese Marianne Vos e la connazionale Maria Giulia Confalonieri.
Al traguardo di Wevelgem 80 cicliste, delle 142 partite da Ypres, hanno portato a termine la competizione.

## Squadre e corridori partecipanti
| N.      | Cod. | Squadra                       |
| ------- | ---- | ----------------------------- |
| 1-6     | TJV  | Jumbo-Visma                   |
| 11-16   | SDW  | Team SD Worx                  |
| 21-26   | TFS  | Trek-Segafredo                |
| 31-36   | CSR  | Canyon-SRAM Racing            |
| 41-46   | TIB  | EF Education-Tibco-SVB        |
| 51-56   | FDJ  | FDJ Nouvelle-Aquitaine        |
| 61-66   | HPW  | Human Powered Health          |
| 71-76   | LIV  | Liv Racing Xstra              |
| 81-86   | MOV  | Movistar Team Women           |
| 91-96   | CGS  | Roland Cogeas Edelweiss Squad |
| 101-106 | BEX  | Team BikeExchange-Jayco       |
| 111-116 | DSM  | Team DSM                      |

| N.      | Cod. | Squadra                    |
| ------- | ---- | -------------------------- |
| 121-126 | UAD  | UAE Team ADQ               |
| 131-136 | UXT  | Uno-X Pro Cycling Team     |
| 141-146 | WNT  | Ceratizit-WNT Pro Cycling  |
| 151-156 | PHV  | Parkhotel Valkenburg       |
| 161-166 | VAL  | Valcar-Travel & Service    |
| 171-176 | BCV  | Bingoal Casino-Chevalmeire |
| 181-186 | COF  | Cofidis Women Team         |
| 191-196 | LSL  | Lotto-Soudal Ladies        |
| 201-206 | LEW  | Le Col-Wahoo               |
| 211-216 | MUL  | Multum Accountants Ladies  |
| 221-226 | AGI  | AG Insurance-NXTG Team     |
| 231-236 | PLP  | Plantur-Pura               |

## Ordine d'arrivo (Top 10)
| Pos. | Corridore              | Squadra   | Tempo    |
| ---- | ---------------------- | --------- | -------- |
| 1    | Elisa Balsamo          | Trek      | 3h39'15" |
| 2    | Marianne Vos           | Jumbo     | s.t.     |
| 3    | M. Giulia Confalonieri | Ceratizit | s.t.     |
| 4    | Lotte Kopecky          | SD Worx   | s.t.     |
| 5    | Emma Norsgaard         | Movistar  | s.t.     |
| 6    | Susanne Andersen       | Uno-X     | s.t.     |
| 7    | Chiara Consonni        | Valcar    | s.t.     |
| 8    | Tamara Dronova         | Roland    | s.t.     |
| 9    | Silvia Persico         | Valcar    | s.t.     |
| 10   | Clara Copponi          | FDJ       | s.t.     |